# Desmodora brachypharynx
Desmodora brachypharynx är en rundmaskart som beskrevs av Allgen 1947. Desmodora brachypharynx ingår i släktet Desmodora och familjen Desmodoridae. Inga underarter finns listade i Catalogue of Life.